# Клайнарль
Клайнарль (нем. Kleinarl) — коммуна (нем. Gemeinde) в Австрии, в федеральной земле Зальцбург. 
Входит в состав округа Санкт-Йохан-Понгау.  Площадь общины составляет 70,56 км², население — 808 человек (1 января 2021), плотность населения — 11 чел./км². Официальный код  —  50 414.

## Население
| Год  | Численность |
| ---- | ----------- |
| 1869 | 302         |
| 1889 | 277         |
| 1890 | 318         |
| 1900 | 345         |
| 1910 | 346         |
| 1923 | 320         |
| 1934 | 406         |
| 1939 | 384         |
| 1951 | 483         |
| 1961 | 505         |
| 1971 | 593         |
| 1981 | 651         |
| 1991 | 724         |
| 2001 | 743         |
| 2011 | 767         |
| 2021 | 808         |

## Политическая ситуация
Бургомистр коммуны — Макс Айхгорн (АНП) по результатам выборов 2004 года.
Совет представителей коммуны (нем. Gemeinderat) состоит из 9 мест.
- АНП занимает 5 мест.
- СДПА занимает 3 места.
- Партия FDK занимает 1 место.

## Известные люди
Клайнарль — родина знаменитой австрийской горнолыжницы, олимпийской чемпионки, многократной чемпионки мира и обладательницы Кубка мира Аннемари Мозер-Прёль.